# Druga crnogorska fudbalska liga 2007-2008
La Druga crnogorska fudbalska liga 2007-2008 (seconda lega calcistica montenegrina 2007-2008), conosciuta semplicemente anche come 2.CFL 2007-2008, è stata la 2ª edizione di questa competizione, la seconda divisione del campionato montenegrino di calcio.

## Stagione

### Avvenimenti
Al campionato sono iscritte 12 squadre. Nella edizione precedente sono state promosse Lovćen e Bokelj e retrocesse Mornar e Zora; sono state sostituite da Jedinstvo Bijelo Polje, Berane (retrocesse dalla 1.CFL 2006-2007), Otrant-Olympic e Tekstilac Bijelo Polje (promosse dalla 3.CFL 2006-2007 dopo gli spareggi fra le vincitrici dei gironi, l'Iskra Danilovgrad è la squadra esclusa).

### Formula
In stagione le squadre partecipanti sono 12: 2 che sono retrocesse dalla 1.CFL, 8 che hanno mantenuto la categoria e 2 promosse dalla 3.CFL.
Le 12 squadre disputano un girone andata-ritorno; al termine delle 22 giornate ne disputano ancora 11 secondo uno schema prefissato (totale 33 giornate), al termine di queste:
- La prima classificata viene promossa in 1.CFL 2008-2009
- Seconda e terza classificata vanno agli spareggi contro penultima e terzultima di 1.CFL 2007-2008
- Le ultime due classificate vengono retrocesse in 3.CFL 2008-2009

## Squadre
| Club           | Città        | Stadio                   | Posizione 2006-2007                  |
| -------------- | ------------ | ------------------------ | ------------------------------------ |
| Jedinstvo      | Bijelo Polje | Gradski stadion Nikoljac | 11º in 1. CFL                        |
| Berane         | Berane       | Gradski stadion          | 12º in 1. CFL                        |
| Ibar           | Rožaje       | Stadion Bandžovo Brdo    | 3º in 2. CFL                         |
| Zabjelo        | Podgorica    | Stadion Zabjelo          | 4º in 2. CFL                         |
| Arsenal Tivat  | Teodo        | Stadion u Parku          | 5º in 2. CFL                         |
| Gusinje        | Gusinje      | Gradski stadion          | 6º in 2. CFL                         |
| Bratstvo       | Podgorica    | Stadion Ljajkovići       | 7º in 2. CFL                         |
| Crvena Stijena | Podgorica    | Stadion Tološi           | 8º in 2. CFL                         |
| Jezero         | Plav         | Stadion pod Racinom      | 9º in 2. CFL                         |
| Čelik          | Nikšić       | Stadion Željezare        | 10º in 2. CFL                        |
| Otrant-Olympic | Dulcigno     | Stadion Olimpik          | 1º in 3. CFL Sud, 1º negli spareggi  |
| Tekstilac      | Bijelo Polje | Gradski stadion Nikoljac | 1º in 3. CFL Nord, 2º negli spareggi |

## Classifica
|  | Pos. | Squadra                | Pt | G  | V  | N  | P  | GF | GS | DR  |
|  | ---- | ---------------------- | -- | -- | -- | -- | -- | -- | -- | --- |
|  | 1.   | Jezero                 | 64 | 33 | 19 | 7  | 7  | 41 | 20 | +21 |
|  | 2.   | Čelik Nikšić           | 60 | 33 | 18 | 6  | 9  | 48 | 27 | +21 |
|  | 3.   | Jedinstvo Bijelo Polje | 59 | 33 | 17 | 8  | 8  | 47 | 22 | +25 |
|  | 4.   | Berane                 | 55 | 33 | 15 | 10 | 8  | 40 | 21 | +19 |
|  | 5.   | Ibar (−1)              | 49 | 33 | 15 | 5  | 13 | 41 | 36 | +5  |
|  | 6.   | Zabjelo                | 48 | 33 | 12 | 12 | 9  | 40 | 45 | −5  |
|  | 7.   | Bratstvo               | 40 | 33 | 12 | 4  | 17 | 44 | 48 | −4  |
|  | 8.   | Crvena Stijena (−1)    | 39 | 33 | 10 | 10 | 13 | 23 | 30 | −7  |
|  | 9.   | Arsenal Tivat          | 38 | 33 | 9  | 11 | 13 | 28 | 30 | −2  |
|  | 10.  | Otrant-Olympic         | 36 | 33 | 9  | 9  | 15 | 39 | 52 | −13 |
|  | 11.  | Gusinje (−1)           | 30 | 33 | 7  | 10 | 16 | 23 | 45 | −22 |
|  | 12.  | Tekstilac Bijelo Polje | 24 | 33 | 6  | 6  | 21 | 20 | 58 | −38 |

Legenda:
      Promosso in 1.CFL 2008-2009.
  Partecipa agli spareggi-promozione.
      Retrocesso in 3.CFL.
Regolamento:
Tre punti a vittoria, uno a pareggio, zero a sconfitta.
Note:
Crvena Stijena penalizzato di 1 punto per non aver provveduto alla presenza di un dottore nella gara contro il Tekstilac (9ª giornata).
Ibar penalizzato di 1 punto dopo la partita contro lo Zabjelo (10ª giornata).
Gusinje penalizzato di 1 punto per aver abbandonato la gara contro lo Crvena Stijena (26ª giornata).

## Risultati
|                | Ars     | Ber     | Bra     | Gus     | Zab     | Iba     | Jed     | Jez     | Otr     | Tek     | C.S     | Čel     |
| -------------- | ------- | ------- | ------- | ------- | ------- | ------- | ------- | ------- | ------- | ------- | ------- | ------- |
| Arsenal        | ––––    | 1:0 0:1 | 3:0 2:0 | 0:0 0:2 | 1:1     | 2:1     | 1:1 3:0 | 0:1     | 2:0 1:0 | 3:0     | 1:1     | 1:2     |
| Berane         | 0:1     | ––––    | 2:1     | 2:0     | 0:0     | 1:0     | 1:1     | 0:1 4:1 | 3:0     | 0:0 2:0 | 1:0 2:0 | 3:1 1:2 |
| Bratstvo       | 1:0     | 1:1 2:1 | ––––    | 0:1 2:0 | 2:1 2:3 | 4:2     | 0:2 0:3 | 2:1     | 5:2     | 0:1 3:1 | 0:1 0:0 | 1:0     |
| Gusinje        | 1:0     | 0:0 0:4 | 1:2     | ––––    | 0:2 0:0 | 1:2 0:3 | 2:1 1:3 | 0:0 1:2 | 2:1     | 1:0     | 0:3     | 1:1     |
| Zabjelo        | 1:0     | 2:2     | 2:0     | 2:1     | ––––    | 3:0 2:2 | 0:0     | 1:1 1:2 | 2:1 1:0 | 3:2 1:3 | 1:1 1:3 | 1:4 1:6 |
| Ibar           | 1:0     | 1:0 0:2 | 3:2 1:1 | 0:1     | 2:3     | ––––    | 0:2 0:0 | 2:1     | 1:2 0:0 | 3:0     | 1:0     | 1:0     |
| Jedinstvo      | 3:0     | 2:2 0:0 | 2:1     | 1:0     | 0:1 0:0 | 2:0     | ––––    | 1:0 0:1 | 4:0     | 2:0     | 2:0     | 0:1     |
| Jezero         | 1:1 0:0 | 1:0     | 3:0 2:1 | 1:1     | 0:0     | 1:0 2:0 | 2:0     | ––––    | 1:0 2:0 | 3:0     | 1:0     | 3:1 0:1 |
| Otrant         | 3:0     | 0:1 1:1 | 2:2 0:6 | 2:2 4:3 | 1:2 0:1 | 2:3     | 0:3 4:2 | 1:0     | ––––    | 4:0     | 1:1     | 3:1     |
| Tekstilac      | 2:2 2:1 | 0:1     | 0:2     | 0:0     | 2:1     | 1:3 0:5 | 1:4     | 0:2 0:1 | 1:1 0:1 | ––––    | 0:0     | 0:1 1:0 |
| Crvena Stijena | 0:0 2:0 | 1:2     | 0:0     | 1:0 2:0 | 1:0     | 0:0 0:2 | 0:0     | 0:3 1:0 | 1:1     | 0:3 1:0 | ––––    | 0:2 1:2 |
| Čelik          | 1:1 0:0 | 1:0     | 2:1 2:0 | 3:0     | 6:1     | 0:1 1:0 | 0:1 1:0 | 1:1     | 0:0 0:2 | 3:0     | 1:0     | ––––    |

## Spareggi
Penultima e terzultima della prima divisione sfidano seconda e terza della seconda divisione per due posti in Prva crnogorska fudbalska liga 2008-2009. Lo Jedinstvo Bijelo Polje ha conquistato la promozione.